# Zwariowana Gocha
Zwariowana Gocha – piętnasty album studyjny grupy Fanatic, wydany 6 marca 2015 roku przez Lemon Records. Zawiera 16 utworów, z czego 10 premierowych, a także 3 utwory z początków działalności grupy w nowych aranżacjach, 2 remiksy, a ponadto jeden utwór instrumentalny. Płytę promują trzy teledyski - Daj mi kasę, Zwariowana Gocha oraz Impreza. Można je oglądać m.in. na antenie Polo TV i VOX Music TV.

## Lista utworów
1. Daj mi kasę (sł. Fanatic, muz. Fanatic i Piotr Kiełczykowski)
2. Zwariowana Gocha (sł. Fanatic i Krzysztof Daniluk, muz. Damian Traczuk)
3. Czekałem jak na maj (sł. Łukasz Worobel, muz. Damian Traczuk)
4. O Ela (sł. i muz. Fanatic)
5. Bujaj się mała (sł. Fanatic, muz. Fanatic i Piotr Kiełczykowski)
6. Powiem ci żegnaj (sł. Sławomir Osuchowski, muz. Fanatic)
7. Impreza (sł. Fanatic i Krzysztof Daniluk, muz. Fanatic)
8. Kocham lato (sł. Fanatic i Krzysztof Daniluk, muz. Fanatic i Piotr Kiełczykowski)
9. Zabierz mnie (sł. i muz. Fanatic)
10. Za każdy dzień (sł. Sławomir Osuchowski, muz. Fanatic)
11. Rozstanie 2015 (sł. i muz. Sławomir Osuchowski)
12. Zakochany chłopak 2015 (sł. i muz. Sławomir Osuchowski)
13. Wakacyjna miłość 2015 (sł i muz. Sławomir Osuchowski)
14. Daj mi kasę (DJ Remix) (sł. Fanatic, muz. Fanatic i Piotr Kiełczykowski)
15. Czarownica 2015 (sł. Anna Markowa, muz. Janusz Laskowski)
16. Zwariowana Gocha (Instrumental)